# Сети-Баррас
Сети-Баррас (порт. Sete Barras)  —  муниципалитет в Бразилии, входит в штат Сан-Паулу. Составная часть мезорегиона Южное побережье штата Сан-Паулу. Входит в экономико-статистический  микрорегион Режистру. Население составляет 14 591 человек на 2006 год. Занимает площадь 1 052,106 км². Плотность населения — 13,9 чел./км².
Праздник города — 18 декабря.

## История
Город основан 18 декабря 1958 года.

## Статистика
- Валовой внутренний продукт на 2003 составляет 91.214.984,00 реалов (данные: Бразильский институт географии и статистики).
- Валовой внутренний продукт на душу населения на 2003 составляет 6.428,57 реалов (данные: Бразильский институт географии и статистики).
- Индекс развития человеческого потенциала на 2000 составляет 0,731 (данные: Программа развития ООН).

## География
Климат местности: субтропический. В соответствии с классификацией Кёппена, климат относится к категории Cfa.